# 優勝美地山糖松鐵路
優勝美地山糖松鐵路（英文：Yosemite Mountain Sugar Pine Railroad，YMSPRR）是加利福尼亞州菲什營附近的窄軌（914毫米軌距）觀光鐵路。本路位於優勝美地國家公園南入口附近的塞拉國家森林，有兩部蒸汽機車，由魯迪·斯塔夫（Rudy Stauffe）於1961年利用馬德拉糖松木材公司（Madera Sugar Pine Lumber Company）遺留的路線與車輛開行。
本路開行時由加利福尼亞州圖奧納米的西方木材公司（West Side Lumber Company）鐵路購入10號機車；這是一部有三組輪組的Shay式直立氣缸蒸汽機車，建於1928年，被認為是最大的窄軌Shay機車，也是最後建造的機車之一。魯迪·斯塔夫於1981年退休，其兒子馬克斯（Max）接手經營本路。 1986年又從圖奧納米的西方與櫻桃谷（West Side & Cherry Valley）觀光鐵路購買了 15號機車；該車最初也屬於西方木材公司。
這兩台蒸汽機車在夏季每天運行，在淡季則由福特A型車改裝的鐵路客車（“珍妮”）營運，每輛車大約可載運12名乘客。

## 歷史

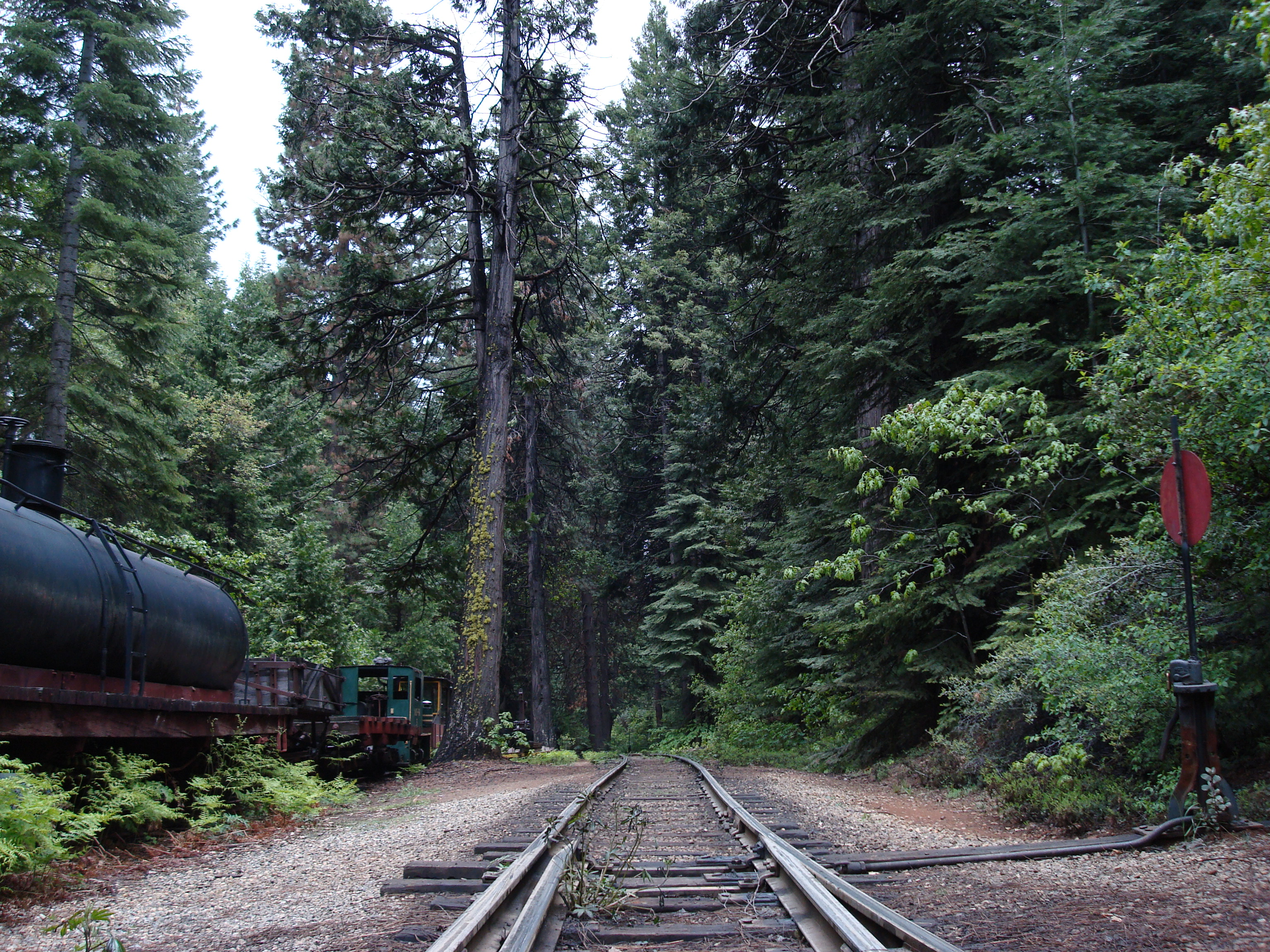
路線向南，穿過茂密的森林植被。

目前的路線沿著20世紀初期由馬德拉糖松木材公司（Madera Sugar Pine Lumber Company）闢建的路線前進。該公司成立於1874年，原名為加州木材公司，砍伐奧克赫斯特附近的林地。 馬德拉糖松木材公司曾經在蘇格爾派恩擁有大型鋸木廠。 鐵路有7輛機車，超過100輛運材車，在附近山區的路線長達140英里（約230公里）。 除鐵路外，公司還以長54英里（87公里）的水道，將木材從蘇格爾派恩運到馬德拉。 這是從山中將伐下的木材運出山區，並在山腳下進行整理和運輸的最有效方法。馬德拉糖松木材公司在山區進行的是皆伐作業，砍伐了軌道周圍幾乎每棵樹木。今天路線周圍茂密的森林掩蓋了這段歷史，不過在森林底部仍然可以看到當年原始林巨木的殘樁。
由於經濟大蕭條和森林耗竭，伐木於1931年停止。但是穿過森林的鐵路路權仍然存在，使斯塔夫家族得以在1961年重建了部分線路。當前的鐵路利用機車，改建的運材車以及其他在西方木材公司於1961年停止營運後購得的設備營運。 
馬克斯‧斯塔夫於2017年3月10日去世。  2017年8月下旬，在鐵路附近發生的鐵路大火摧毀了存放在側線上的西方木材公司設備。 

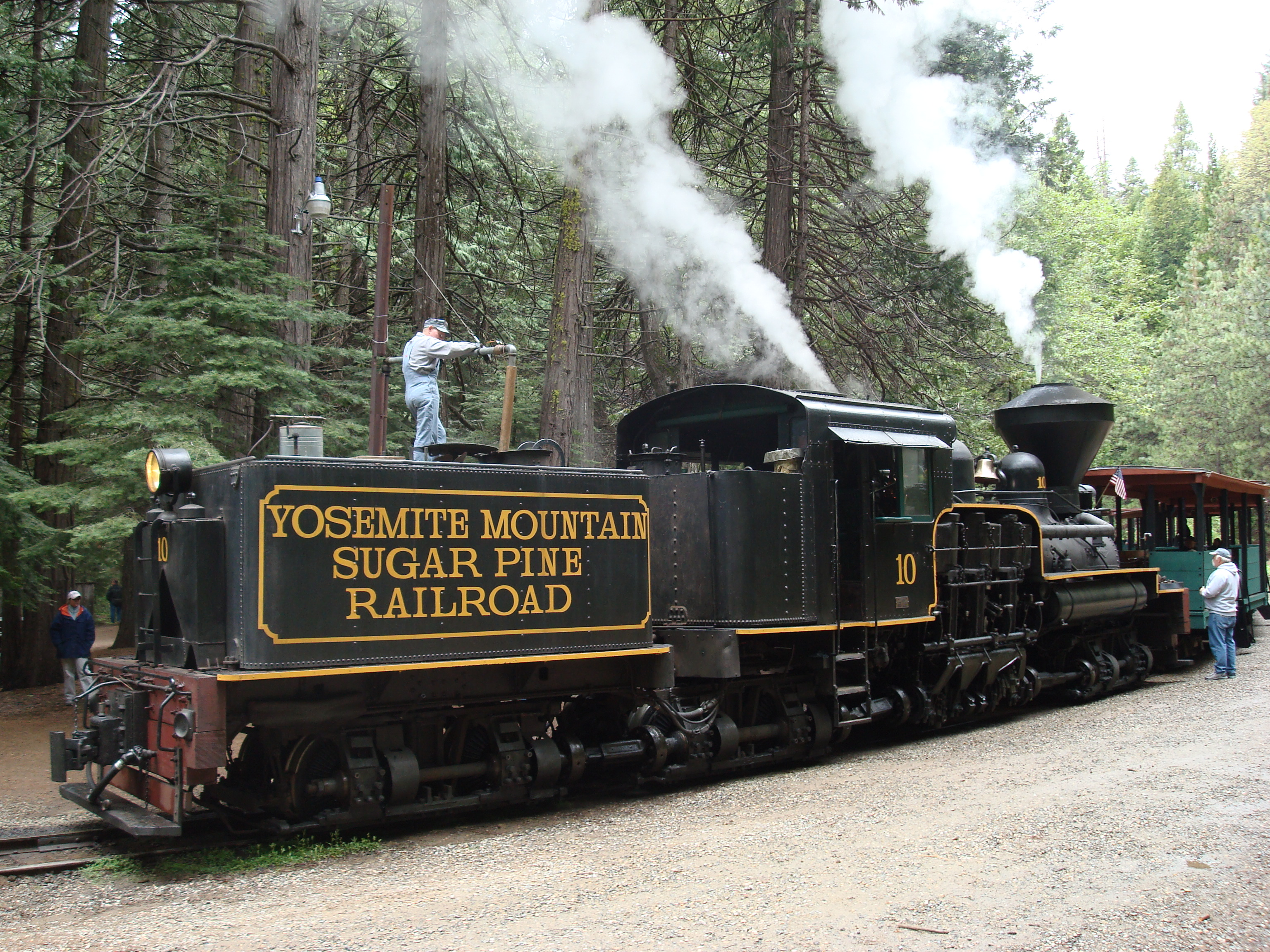
10號機車行駛早上的班車，於中途加水。

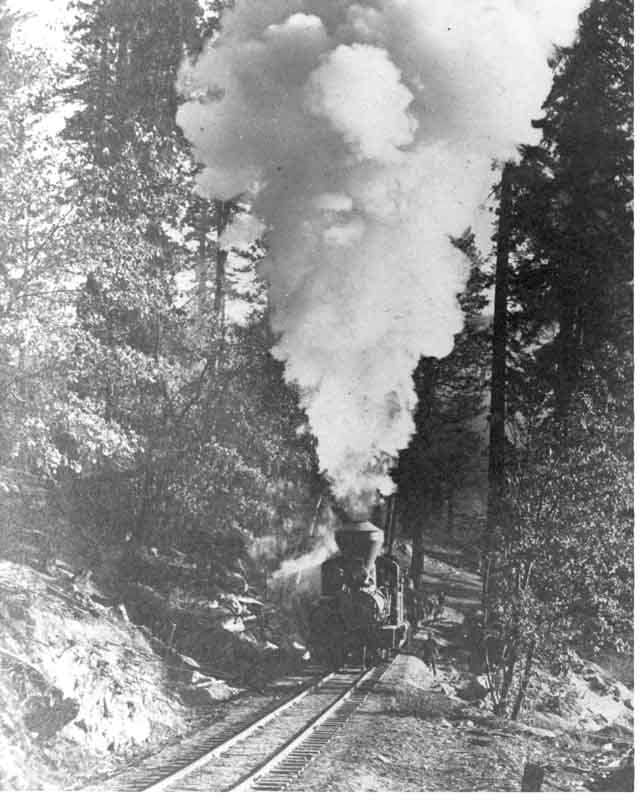
大約在1915年，馬德拉糖松木材公司的運木列車在加利福尼亞州蘇格爾派恩附近攀登陡峭的山坡。

## 機車
- 10號機車：於1928年3月2日由俄亥俄州利馬的利馬機車廠建造供Pickering木材公司使用，是3英尺（914毫米） 窄軌三輪組Shay式蒸汽機車，於1934年被西方木材公司收購。第10號機車燃燒重油，可容納1200美制加侖（約合1000英制加侖或4500公升）燃油，以及3420美制加侖（約合2850英制加侖或12900公升）的水。據說本車是有史以來最大的窄軌Shay式機車。 [8]
- 15號機車於1913年5月20日建成於俄亥俄州利馬的利馬機車廠。是3英尺（914毫米） 窄軌三轉向架Shay式蒸汽機車，最初是為加利福尼亞州舊金山的Norman P. Livermore＆Company建造，編為9號機車，不久之後賣給了Sierra Nevada Wood & Lumber Co.。燃燒燃油，可容納1000美制加侖（約合830英制加侖或3800公升）燃油，以及2000美制加侖（約合1700英制加侖或7600公升）的水。本車於1917年被霍巴特房地產公司（Hobart Estate Co.）收購，編號仍為9號。 1938年轉讓給在舊金山以外營運的Hyman-Michaels公司，改編為15號，一年後又賣給了西方木材公司；該公司於1960年代停止營業時，西方與櫻桃谷鐵路（Western＆Cherry Valley）購入了本車，牽引觀光列車數年後被送到圖奧勒米靜態展示，最後由本路在1988年購入。 [9]
- “珍妮”鐵路客車：由西方木材公司將福特A型車改裝成行駛鐵路的鐵路客車，每部車可容納約12人，作為正班蒸汽機車牽引列車以外的輔助客車。 [10]
- 402號機車：軌距 3英尺（914毫米） 的雙轉向架柴油機車，駕駛室位於中央，並未用在定期營運班次的營運。
- 5號機車： 軌距3英尺（914毫米） 的調車用兩軸柴油機車，建於1935年，目前不可運行。 [2]

## 景點
- 桑貝里博物館（ Thornberry Museum）是一座歷史悠久的小木屋，建於140年前，遊客可以一睹一個世紀前塞拉利昂山坡上的生活
- 糖松貿易公司，提供有關本路、鐵路和約賽米蒂谷的文獻與資料。
- 路線東端點有野餐和活動場地。
- 淘金。
- 罕見的窄軌鏟雪車，原屬西方木材公司的2號鏟雪車。

## 外部鏈接
- 優勝美地山糖松鐵路網站 （页面存档备份，存于）
- 鐵路的圖輯 （页面存档备份，存于）
- 西方木材公司的歷史和復舊 （页面存档备份，存于）
- 旅館「窄軌客棧」，毗鄰鐵路 （页面存档备份，存于）